# Thierry Dusautoir
Thierry Dusautoir (ur. 18 listopada 1981 w Abidżanie) – francuski rugbysta, występujący na pozycji rwacza w Stade Toulousain oraz we francuskiej drużynie narodowej, w której pełni funkcję kapitana.
Trenować rugby zaczął w wieku 16 lat. 
Debiutował w drużynie Francji 17 czerwca 2006 w meczu z Rumunią w Bukareszcie. W swoim debiucie zdobył przyłożenie. Został powołany na Puchar Świata, mimo że miał w dorobku zaledwie pięć występów w drużynie narodowej i nigdy wcześniej nie występował w Pucharze Sześciu Narodów. Francja zajęła wówczas czwarte miejsce, a Dusautoir wystąpił w pięciu meczach. W 2010 drużyna francuska z Dusautoirem w składzie wygrała w Pucharze Sześciu Narodów. W 2011 dowodzony przez niego zespół zdobył srebrny medal w Pucharze Świata, a on sam otrzymał wyróżnienie najlepszego gracza finału, a następnie nagrodę dla zawodnika roku 2011 według IRB.
Z zespołami klubowymi trzykrotnie wystąpił w Pucharze Heinekena – w latach 2006 i 2008 zajmował drugie miejsce, w roku 2010 zwyciężył z zespołem Stade Toulousain. Zdobywał mistrzostwo Francji w latach 2005 i 2006 z zespołem Biarritz oraz w 2008, 2011 i 2012 ze Stade Toulousain.